# Єжи Сколімовський
Є́жи Сколімо́вський (пол. Jerzy Skolimowski; нар.5 травня 1938, Лодзь, Польща) — польський режисер, сценарист та актор, поет, художник; представник нової хвилі в польському кіно.

## Біографія
Мати була культурним аташе в Празі, там само він навчався в середній школі з Мілошем Форманом, Вацлавом Гавелем, Іваном Пассерем.
Навчався полоністиці та етнографії в Варшавському університеті. В 1963 закінчив курси режисури Кіношколи в Лодзі. Співавтор фільмів Ніж у воді, Невинні чарівники, в 1964 дебютував як режисер фільму Rysopis.
У 1969 році виїжджає з Польщі. Знімає фільми в Англії, Італії, та Голлівуді. Виграв 10 нагород в тому числі: Золотий ведмідь на міжнародному кінофестивалі в Берліні, нагороди на фестивалях в Каннах та Венеції. Потім все ж повернувся до Польщі для екранізації роману «Фердідурка». Присвятив себе живопису. В 2008 році після тривалої перерви в кар'єрі знімає художній фільм «Чотири ночі з Анною». Його кінострічка «Необхідне вбивство» 2010 року видалась дуже успішною, та здобула дві нагороди на фестивалі в Венеції.
Як поет Сколімовський дебютував в 1957 році з віршем Moje rundy в літературному журналі «Нова Культура». Опублікував кілька томів поезії, також написав кілька театральних п'єс.
Як актор знявся в таких фільмах: «Лос-Анжелес без мапи», «Білі ночі», «Операція Сімум», «На самому дні». Знімався зазвичай в ролі росіянина.
Також Єжи був членом журі кінофестивалів у Каннах (1987), Сан-Себастьяні (1998) та Венеції (2000, 2001).
Був почесним членом комітету підтримки Броніслава Коморовського перед президентськими виборами 2010 та на виборах 2015 р..
30 вересня 2011 р. отримав диплом почесного доктора Вармінсько-Мазурського університету.

## Особисте життя
Був двічі одружений. Його першою дружиною була Ельжбета Чижевська. Другою дружиною була Іоанна Щербіц, також акторка від якої у нього є два сини: Міхал і Юзеф. Юзеф помер 2012 року в Індії від зараження невідомою бактерією. Другий син також займається режисурою та пише сценарії.

## Фільмографія
- 1962 — Ніж у воді / Nóż w wodzie
- 1965 — Нічия / Walkower
- 1964 — Особливі прикмети / Rysopis
- 1966 — Бар'єр / Bariera
- 1967 — Старт / Le départ
- 1968 — Діалог 20-40-60 / Dialóg 20-40-60
- 1970 — Пригоди Жерара / The Adventures of Gerard
- 1970 — Глибина / Deep End
- 1972 — Король, дама, валет / King, Queen, Knave
- 1979 — Крик / The Shout
- 1981 — Руки вгору / Ręce do góry (знятий у 1967, на екрани вийшов у 1981)
- 1982 — Місячне сяйво / Moonlighting
- 1984 — Успіх — найкраща помста / Success Is the Best Revenge
- 1986 — Плавучий маяк / The Lightship
- 1989 — Весняні води / Torrents of Spring
- 1991 — Фердідурка / Ferdydurke
- 2008 — Чотири ночі з Анною / Cztery noce z Anną
- 2010 — Необхідне вбивство / Essential Killing
- 2015 — 11 хвилин // 11 minut
- 2022 — Іа // IO
- 2023 — Палац // The Palace

## Громадська позиція
У 2018 підтримав звернення Європейської кіноакадемії на захист ув'язненого у Росії українського режисера Олега Сенцова